# Aquífero Urucuia

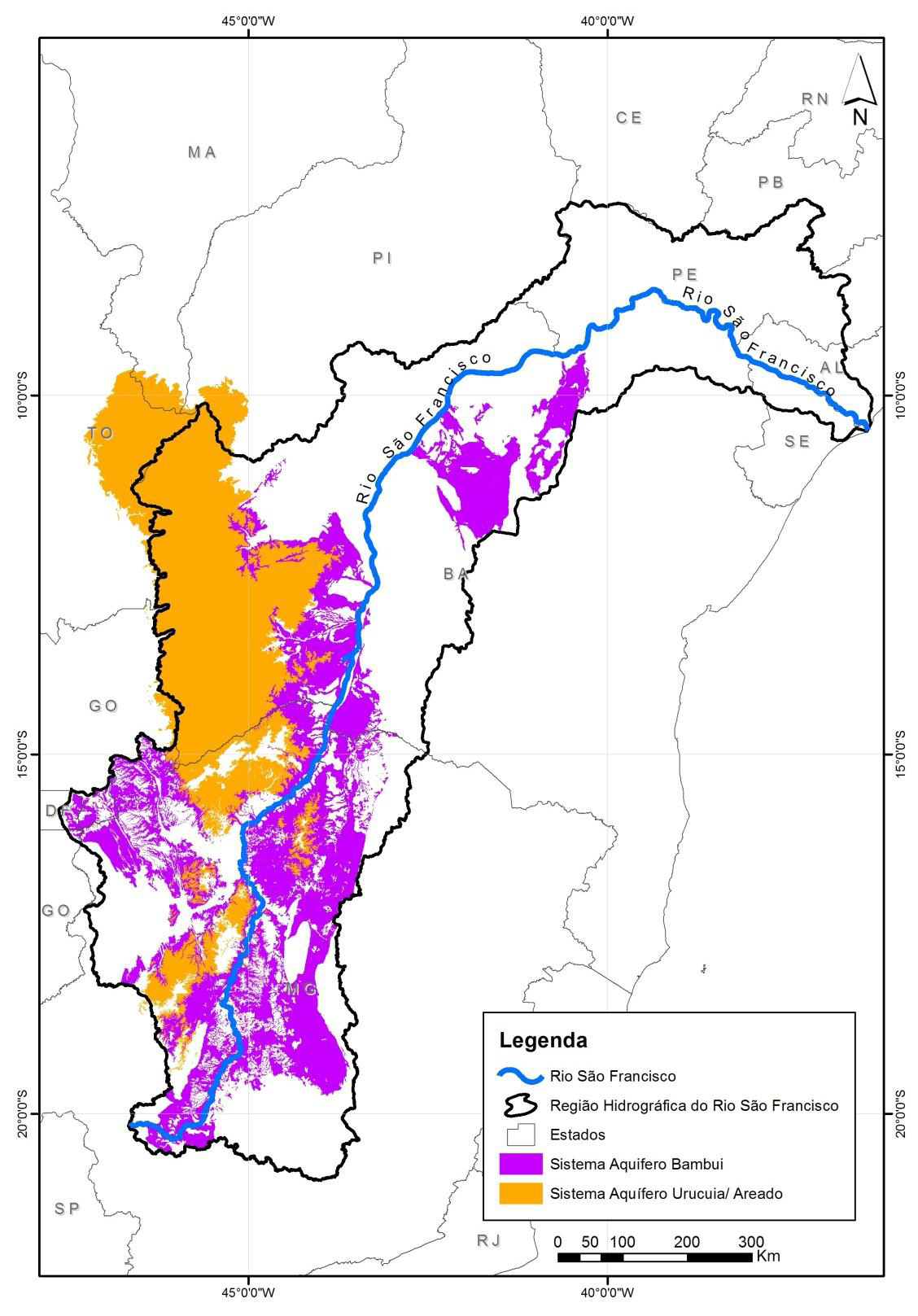
Em amarelo, o aquífero Urucuia

O Aquífero Urucuia é o maior aquífero do Brasil, considerando que está totalmente situado em território nacional. Com extensão de aproximadamente 142 mil km², abrange seis estados, estando a sua maior parte no oeste do estado da Bahia, na margem esquerda do Rio São Francisco, alcançando ainda o extremo norte de Minas Gerais, extremo sul do Piauí e do Maranhão e extremo leste de Goiás e de Tocantins. 
As águas subterrâneas do Aquífero Urucuia exercem influência na vazão das bacias hidrográficas dos rios São Francisco e Tocantins, estando localizado em um amplo chapadão esculpido em terrenos arenosos que remontam da época do Cretáceo Inferior.
É um aquífero sedimentar poroso que contribui para a manutenção das vazões do rio São Francisco, em especial entre a divisa de Minas Gerais e a montante de Sobradinho. Ele representa o principal manancial subterrâneo do oeste baiano, não apenas por seu uso na demanda crescente por água na agricultura como também por sua função reguladora dos afluentes da margem esquerda do leito médio do rio São Francisco, além de alimentar as nascentes de tributários da margem direita do rio Tocantins, na borda ocidental da Serra Geral de Goiás.
É uma região com expansão agrícola mecanizada e muita irrigação permanente com crescente desperdício de água em culturas de algodão, arroz, soja e café. O uso de poços perfurados na área e a captação direta dos rios pode vir a comprometer a vazão dos cursos d’água da região e a disponibilidade de água do aquífero. Em algumas regiões, já há redução de terras úmidas em planícies de inundação e reduções nos fluxos de rios, com alguns trechos de drenagens secos.